# Suzy Delair
Pour les articles homonymes, voir Delaire.
Suzy Delair est une actrice et chanteuse française, née le 31 décembre 1917 dans le 18e arrondissement de Paris et morte le 15 mars 2020 dans le 16e arrondissement de Paris.
Son répertoire s'étendait de la comédie au drame et elle a joué avec de grands acteurs tels que Pierre Fresnay, Bernard Blier, Louis Jouvet, Fernandel, Bourvil, Alain Delon, ou encore Louis de Funès. Également danseuse et chanteuse, ses interprétations des chansons Avec son tralala et Danse avec moi de Francis Lopez, dans le film Quai des Orfèvres d'Henri-Georges Clouzot, sont restées dans les mémoires.
À la scène, elle a joué fréquemment dans des opérettes de Jacques Offenbach (La Périchole, La Vie parisienne), d'Oscar Straus (Trois valses), de Vanloo, Duval et André Messager (Véronique), etc.

## Biographie
Fille d'une couturière et d'un sellier-carrossier, Suzy Delair est d'abord apprentie-modiste chez Suzanne Talbot, mais rêve de théâtre. Elle commence par faire de la figuration au cinéma et au théâtre pendant son adolescence, mais c'est au music-hall qu'elle connaît le succès sur la scène des Bouffes-Parisiens, à Bobino, à l'Européen, aux Folies-Belleville, dans le cabaret de Suzy Solidor, ainsi que dans des revues où se produisent Mistinguett et Marie Dubas.
Les amateurs de cinéma la découvrent, dix ans plus tard, en Parisienne délurée dans Le Dernier des six (1941), réalisé par Georges Lacombe sur un scénario d'Henri-Georges Clouzot, avec qui elle vit. Ce dernier, passé derrière la caméra, lui offre en 1942 un succès considérable avec L'assassin habite au 21.

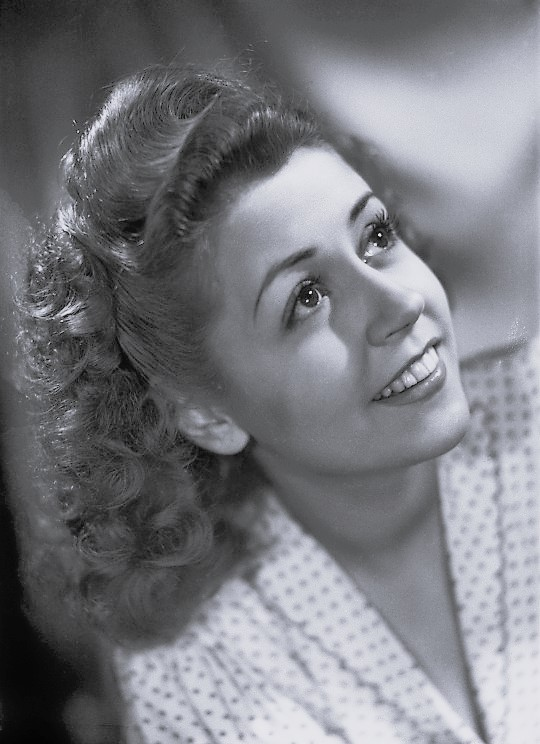
Suzie Delair en 1942 (Studio Harcourt).

Sa carrière est entachée par son attitude ambiguë sous l'Occupation. Elle « ne dissimulait pas ses sympathies pour les Allemands », jusqu'à admirer l'ordre nazi. Sous contrat avec la Continental, dirigée par Alfred Greven, elle fait partie le 19 mars 1942 du groupe d'acteurs invités par les Allemands pour visiter les studios cinématographiques de l'UFA, en Allemagne et en Autriche (à Munich, Berlin et Vienne), aux côtés de René Dary, Junie Astor, Danielle Darrieux, Albert Préjean et Viviane Romance,,,. À son retour, elle choque en embrassant chaleureusement Alfred Greven tout en se plaignant de ne pas avoir serré la main de Joseph Goebbels. Lorsque l'historien Marc Ferro évoque, dans son livre Pétain (1987), le cinéma pendant cette période, il cite, parmi d'autres, le nom de Suzy Delair. À la Libération, elle n'écope finalement que d'une suspension de trois mois infligée par les comités d'épuration.
Si la comédienne figure parmi les vedettes des années 1940, sa carrière cinématographique est émaillée de pauses. En 1947, elle tourne Quai des Orfèvres avec Henri-Georges Clouzot, dont elle est encore la compagne ; ils se séparent après ce dernier succès commun. On la retrouve ensuite dans des films de Jean Dréville, Jean Grémillon, Marcel L'Herbier, Christian-Jaque, Marcel Carné, Luchino Visconti, René Clément et Gérard Oury.

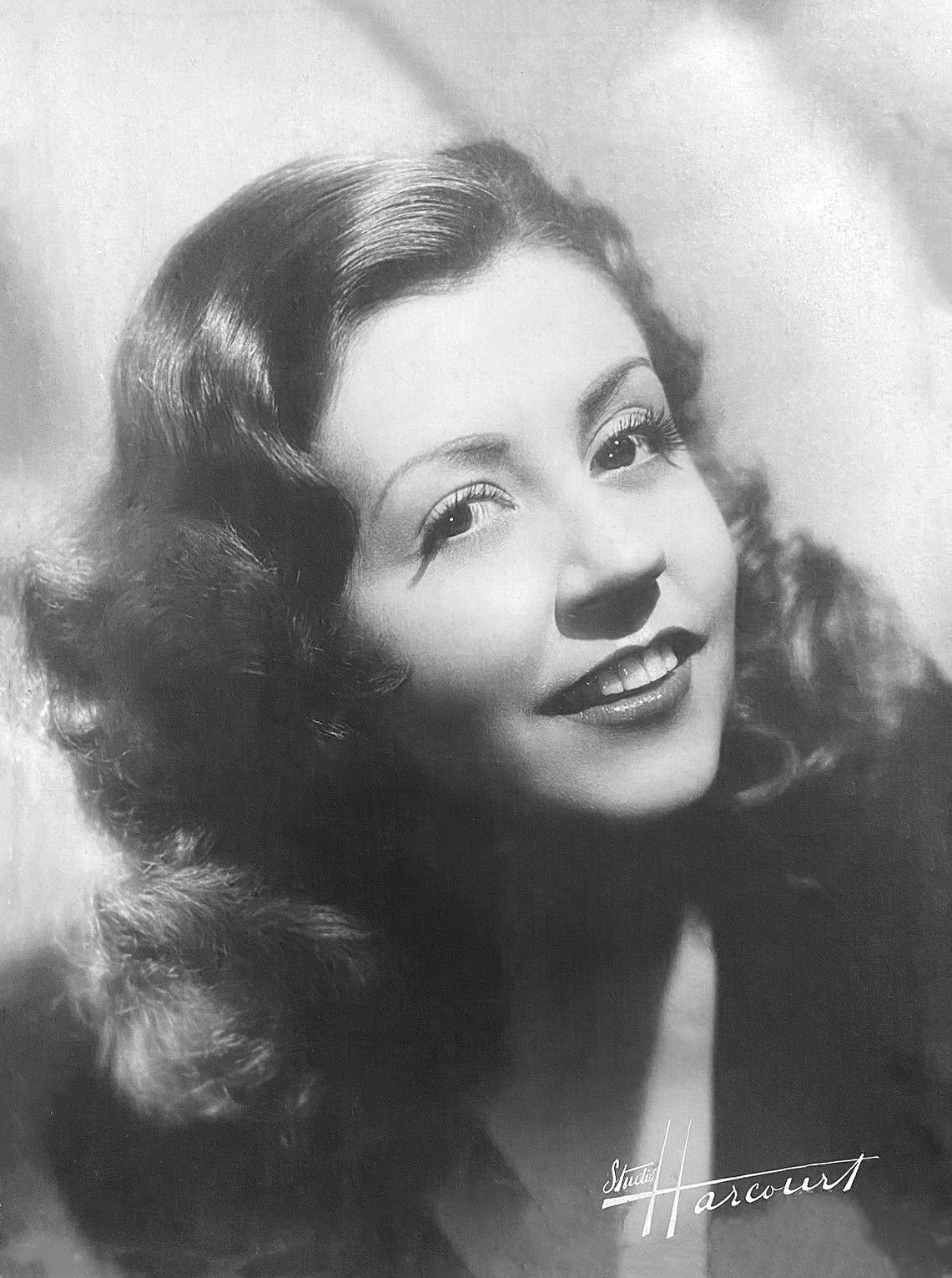
Suzie Delair en 1945 (Studio Harcourt).

Le 28 février 1948, elle chante C'est si bon à l'Hôtel Negresco lors du premier Nice Jazz Festival. Louis Armstrong est présent et adore la chanson. Le 26 juin 1950, il enregistre la version américaine de la chanson (paroles anglaise de Jerry Seelen) à New York avec l'orchestre de Sy Oliver. À sa sortie, le disque connaît un succès mondial et la chanson est ensuite reprise par les plus grands chanteurs internationaux. En 1948 également, elle tourne avec Bourvil dans Par la fenêtre de Gilles Grangier, film oublié aujourd'hui, mais où les deux partenaires font preuve d'une belle complicité.
En 1950-1951, elle tourne Atoll K, réalisé par Léo Joannon, avec pour partenaires Laurel et Hardy. C'est le dernier film tourné en commun par ce duo comique. Pendant la saison 1953-1954, elle est à l'Européen, à Paris, dans l'opérette Mobilette, avec pour partenaires Mona Monick et les débutants Michel Roux, Roger Lanzac, et Lucien Lupi.
En 1960, dans Rocco et ses frères de Luchino Visconti, elle tient un rôle secondaire mais drôle et remarqué (Luisa, la patronne de la blanchisserie, qui succombe rapidement aux charmes de Simone Parondi / Renato Salvatori).
En 1973 sort le film Les Aventures de Rabbi Jacob de Gérard Oury ; elle y tient le rôle de Germaine Pivert, dentiste épouse de Victor Pivert, incarné par Louis de Funès. Le film se classe en tête du box-office cette année-là avec plus de 7 millions de spectateurs en salles.

En 1982, elle commente son parcours ainsi : 

« On me fait trop rarement travailler. Sans doute me fait-on payer à la fois de ne pas appartenir à des chapelles, les aventures masculines auxquelles j'ai parfois sacrifié ma carrière, et surtout, mon refus de flirter quand il aurait fallu le faire… »

Dans les faits, Suzy Delair n'ignorait pas que de nombreux réalisateurs et professionnels du cinéma ne lui pardonnaient pas sa vie privée et certaines de ses positions ainsi que son attitude sous l'Occupation, entre 1940 et 1944, ce qui l'empêchera de participer à de grands films, ou à des projets importants, après 1945. Pourtant, elle sera épargnée par le Conseil de la Résistance, en 1944, lors de l'épuration, avec seulement une suspension de trois mois de son métier de comédienne et, en 1947, elle sera complètement relaxée par la justice française.
Elle restera malgré tout très populaire en France, de l'après-guerre aux années 1960.

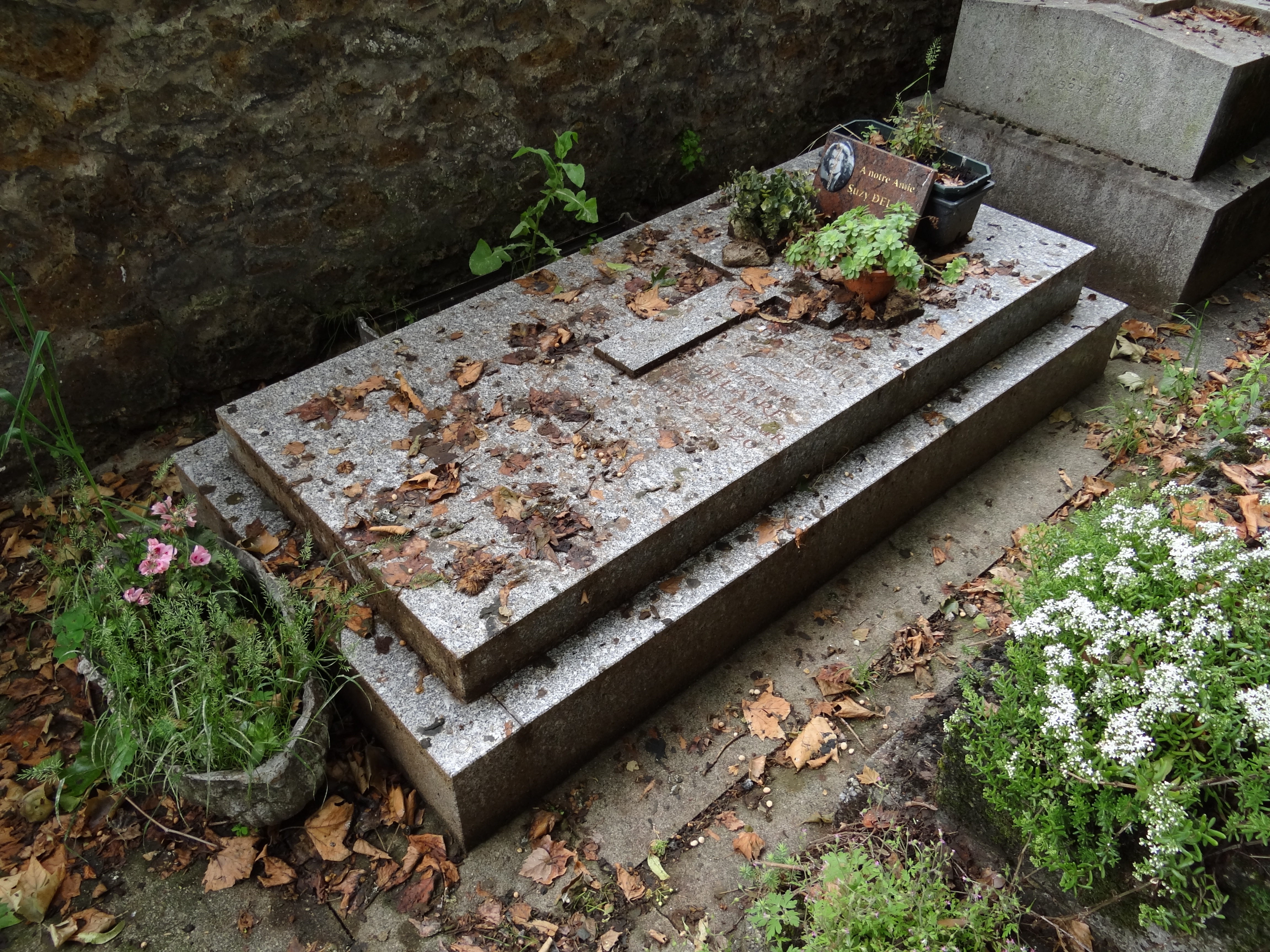
La tombe de Suzy Delair au cimetière ancien d'Asnières-sur-Seine (Hauts-de-Seine).

Elle meurt le 15 mars 2020, à l'âge de 102 ans dans le 16e arrondissement de Paris. Elle est inhumée au cimetière ancien d'Asnières-sur-Seine (Hauts-de-Seine), sans cérémonie du fait du confinement ordonné en raison de la pandémie de Covid-19.

## Reconnaissance et hommages
Le 24 avril 2004, l’Académie du disque lyrique, présidée par Pierre Bergé, lui remet l'Orphée d'or du meilleur enregistrement d’opérette ou d’opéra bouffe pour son disque De l'opérette à la chanson (Musidisc, 2003).
Le 6 décembre 2004, un hommage lui est consacré à la Cinémathèque française à Paris, présenté par le journaliste Olivier Barrot, en présence de l'actrice et de ses amis Françoise Arnoul, Pierre Trabaud, et Jacqueline Willemetz, petite-fille d'Albert Willemetz. Organisée par Sylvain Briet et Les Amis de la Cinémathèque française, cette manifestation présente un cycle de ses films comprenant Quai des Orfèvres, Lady Paname, Pattes blanches, Gervaise, Le Couturier de ces dames, et le sketch Une couronne mortuaire extrait de Souvenirs perdus.

## Filmographie

### Cinéma
- 1930 : Un caprice de la Pompadour de Willi Wolff et Joë Hamman : une soubrette de la Pompadour
- 1932 : Violettes impériales d'Henry Roussel
- 1933 : La Dame de chez Maxim's d'Alexander Korda
- 1933 : Le Sexe faible de Robert Siodmak : une couturière
- 1933 : Touchons du bois de Maurice Champreux : la copine de jeu
- 1933 : Professeur Cupidon de Robert Beaudoin : une élève (créditée Suzy Delaire)
- 1934 : L'Or dans la rue de Curtis Bernhardt : Madeleine
- 1934 : La crise est finie de Robert Siodmak
- 1934 : Poliche d'Abel Gance : une danseuse
- 1935 : Ferdinand le noceur de René Sti : une prostituée
- 1935 : Dédé de René Guissart
- 1936 : Prends la route ! de Jean Boyer
- 1937 : Trois, six, neuf de Raymond Rouleau
- 1941 : Le Dernier des six de Georges Lacombe : Mila Malou
- 1942 : L'assassin habite au 21 d'Henri-Georges Clouzot : Mila Malou
- 1942 : Défense d'aimer de Richard Pottier : Totte
- 1945 : La Vie de bohème de Marcel L'Herbier : Phémie/Femia
- 1947 : Copie conforme de Jean Dréville : Coraline
- 1947 : Quai des Orfèvres d'Henri-Georges Clouzot : Marguerite Chauffornier Martineau, alias Jenny Lamour
- 1948 : Par la fenêtre de Gilles Grangier : Fernande et Yvette
- 1949 : Pattes blanches de Jean Grémillon : Odette Kerouan
- 1950 : Je suis de la revue (Botta e risposta) de Mario Soldati : la chanteuse
- 1950 : Lady Paname d'Henri Jeanson : Raymonde Bosset dite « Caprice »
- 1950 : Souvenirs perdus de Christian-Jaque : Suzy Henebey
- 1951 : Atoll K de Léo Joannon : Chérie Lamour
- 1955 : Le Fil à la patte de Guy Lefranc : Lucette Gauthier
- 1956 : Le Couturier de ces dames de Jean Boyer : Adrienne Vignard
- 1956 : Gervaise de René Clément : Virginie
- 1960 : Les Régates de San Francisco de Claude Autant-Lara : Lucilla
- 1960 : Rocco et ses frères (Rocco e i suoi fratelli) de Luchino Visconti : Luisa, la patronne de la blanchisserie
- 1963 : Du mouron pour les petits oiseaux de Marcel Carné : Antoinette la bouchère
- 1966 : Paris brûle-t-il ? de René Clément : une Parisienne
- 1973 : Les Aventures de Rabbi Jacob de Gérard Oury : Germaine Pivert
- 1976 : Oublie-moi, Mandoline de Michel Wyn : Mireille

### Télévision
- 1965 : Le manège des amoureux : Irénée
- 1966 : Adieux de Tabarin : Paulette Darty
- 1967 : Les Créatures du bon Dieu (série) : la fiancée du capitaine
- 1972 : L'Argent par les fenêtres de Philippe Joulia : Gloria
- 1981 : Le Mythomane de Michel Wyn (série) : tante Victoire
- 1984 : L'Âge vermeil de Roger Kahane (série) : Betty de la Saussnaie
- 1987 : Traquenards de Marianne Lamour (série)

## Théâtre
- 1952 : Mobilette[18],[19] de Serge Veber et André Hornez, musique de Henri Betti, mise en scène Jean-Marc Thibault, L'Européen
- 1959 : La Vie parisienne de Jacques Offenbach, livret Henri Meilhac et Ludovic Halévy, mise en scène Jean-Louis Barrault, Théâtre du Palais-Royal
- 1961 : De doux dingues de Michel André, mise en scène Jean Le Poulain, Théâtre des Célestins
- 1962 : La Vie parisienne de Jacques Offenbach, livret Henri Meilhac et Ludovic Halévy, mise en scène Jean-Louis Barrault, Odéon-Théâtre de France
- 1963 : L'Ours d'Anton Tchekhov, mise en scène Jean Desailly, Odéon-Théâtre de France
- 1963 : La Vie parisienne de Jacques Offenbach, livret Henri Meilhac et Ludovic Halévy, mise en scène Jean-Louis Barrault, Odéon-Théâtre de France
- 1963 : Tricoche et Cacolet d'Henri Meilhac et Ludovic Halévy, mise en scène Jacques Charon, Odéon-Théâtre de France
- 1965 : The Boy Friend de Sandy Wilson, mise en scène Jean-Christophe Averty et Dirk Sanders, Théâtre Antoine
- 1967 : Croque-monsieur de Marcel Mithois, mise en scène Jean-Pierre Grenier, tournée Charles Baret
- 1969 : Un mois sans toi de Marc Mays, mise en scène Michel Vocoret, Théâtre des Capucines
- 1969 : La Vie parisienne de Jacques Offenbach, livret Henri Meilhac et Ludovic Halévy, mise en scène Jean-Pierre Grenier, Théâtre des Célestins
- 1974 : L'Or et la Paille, de Barillet et Gredy, mise en scène Jacques Sereys, Théâtre Marigny : Cora Fontaine. Pièce enregistrée le 27 avril et diffusée sur la deuxième chaîne de l'ORTF le 7 août, dans le cadre de l'émission Au théâtre ce soir, réalisée par Georges Folgoas.
- 1976 : Le Tube de Françoise Dorin, mise en scène François Périer, Théâtre des Célestins, tournée Herbert-Karsenty

## Chansons interprétées
- Ah ! C'qu'on s'aimait… (paroles de Lucien Boyer et musique de Paul Marinier, 1913)
- Avec son tra-la-la (paroles d'André Hornez et musique de Francis Lopez, chanson du film Quai des Orfèvres, 1947)
- Danse avec moi (paroles d'André Hornez et musique de Francis Lopez, chanson du film Quai des Orfèvres, 1947)
- L'amour n'est qu'une comédie (paroles d'Henri Jeanson et musique de René Cloërec, chanson du film Copie conforme, 1947)
- C'est si bon (paroles d'André Hornez et musique d’Henri Betti, 1947)
- Fascination (paroles de Maurice de Féraudy et musique de Fermo Marchetti, 1905)
- Femmes, que vous êtes jolies ! (paroles d'Edgard Favart et musique de Pietro Codini/Julsam, 1912)
- Frou-Frou (paroles d'Hector Monréal et Henri Blondeau et musique d'Henri Chatau, 1933)
- La Baya/Chin', Chin', Chin'… (paroles de Marcel Heurtebise et musique d'Henri Christiné, 1911)
- Le Temps des cerises (paroles de Jean-Baptiste Clément et musique d'Antoine Renard, 1867)
- Oh ! mon papa (paroles et musique de J. Boyer, P. Burkhard, titre original : Oh mein Papa)
- Oranges, tabac, café (Robert Chabrier et Jo Moutet, 1957)
- Y'avait du printemps partout (musique de Georges Van Parys, paroles de Henri Jeanson, chanson du film Lady Paname, 1950)
- Du t'ça (musique de Georges Van Parys, paroles de Henri Jeanson, chanson du film Lady Paname, 1950)
- Tu n'peux pas t'figurer (paroles et musique de Paul Misraki, chanson du film Atoll K, 1950)
- Laissez-nous faire (paroles et musique de Paul Misraki, chanson du film Atoll K, 1950)
- Monsieur Hans (paroles d'Eddy Marnay)
- Y'a pas trois moyens (paroles et musique de Paul Misraki, 1950)
- J'suis pas paf (paroles de Mick Micheyl et musique de Bob Astor/Mick Micheyl, 1952)

On peut citer aussi : Je reconnais mon rêve, C'est tout, Ma blonde, C'est un air populaire (paroles et musique de Michel Emer), Moi j'coûte cher (de Roger Lucchesi) et Moulin rouge (1966).

## Distinctions

### Décorations
- Officier de l'ordre national du Mérite, le 15 novembre 1999[20] ;
- Officier de la Légion d'honneur, promotion du 14 juillet 2006[21] ;
- Commandeur de l'ordre des Arts et des Lettres lors de la promotion du 20 avril 1995[22].